# Dysschema leucophaea
Dysschema leucophaea là một loài bướm đêm thuộc phân họ Arctiinae, họ Erebidae.